# 只写存储器
只写存储器（英語：Write-Only Memory，缩写：WOM）是和只读存储器（ROM）相反的一种存储器。按照一些定义，只写存储器是一种只能被写入而永远不能读取的设备。因为一种只能写入还不能被读取的内存电路是没有任何实际用处的，因此这个概念经常被用作笑话或者对损坏的内存设备的委婉修辞。这个术语的首次使用通常归因于1972年的西格尼蒂克公司。因为内部的恶作剧，西格尼蒂克在那一年发表了一些关于只写内存的文章。后来，这个笑话在电子学界被经常提及，并收录于软件工程学的词典中，列在最佳恶作剧集合单中。

## 西格尼蒂克公司
只写存储器的数据手册是西格尼蒂克的工程师John G ‘Jack’ Curtis受到四十年代一些虚构幽默的真空管数据手册笑话的启发，而开玩笑而创作的。它的诞生被视为填补业界空白的“零的突破”，并且被故意收入在了西格尼蒂克的产品目录中。随后，西格尼蒂克的公关人员Roy L Twitty在1973年4月1日发表了一篇大力兜售吹捧只写存储器的新闻稿。
在25120型“全编码9046×N随机访问只写内存”的数据手册中，还包含了一些不同于常见特征曲线的夸张无意义曲线，例如“比特容量 vs. 温度”、“Iff vs. Vff”、“剩余的引脚数目 vs. 插入插槽的次数”，以及“可接受的质量标准 vs. 销售价格”。25120存储器需要6.3 VAC Vff（真空管灯丝）电压供应，+10 Vcc（当时TTL的Vcc的两倍），和一个零伏特的Vdd（即接地），精度±2%。而指定的工作温度则是0到−70°C。

## 苹果公司
在1982年苹果官方出版的《Apple IIe 参考手册》（部件编号A2L2005）中，对只写内存有两处提及。
第250页：
- 只写内存：一种可以存储信息，但永远不能从中检索信息的计算机内存。在1975年由教授Homberg T. Farnsfarfle与政府签订合同进行研发。Farnsfarfle的最初原型长宽约一英寸，至今已经被用于存储联邦政府超过100兆字的多余信息。批评者指责Farnsfarfle的项目毫无意义，浪费了超过600万美元。但他的支持者则指出，如果使用常规媒介来存储这些多余的信息则要花费多达2.5亿美元。

第233页：
- 比特桶：所有信息最终安息的地方；参见只写内存。

## 书籍
在1995年出版的书籍《计算机矛盾》中介绍了版权归爱尔兰商业机器公司（英语：Irish Business Machines，缩写：IBM）所有的可擦除式只写存储器（模仿可擦除可编程式只读存储器），写入这种存储器的数据随后可以擦除，以便重新利用存储空间。
随着在线浏览和个人观看的视频录像数据的爆炸性增长，但却缺少对视频数据档案进行搜索和检索的有效手段，则产生了另外一则流行的笑话，称录像带和其他视频媒介都属于只写内存，因为大多数视频因此在录制之后很少被再次观看。